# Metal–organic framework
Metal–organic framework (referits de manera col·loquial com a MOF) és una classe de materials caracteritzada per ser una "xarxa de coordinació amb lligands orgànics que conté buits potencials". Mentre una minoria de químics defensa que la definició de MOF ha d'abarcar o solament carboxilats o és massa superflu i no s'ha d'emprar, una majoria des del 2003 no segueix aquestes consideracions. Segons explica Batten (31 juliol 2013, p. 1719) no són necessàriament cristal·lins. Són classificats com una subclasse de polímers de coordinació.
Els prous en alguns casos són estables mentre s'eliminen les molècules visitants (sovint solvents) i podrien ser reomplits amb altres compostos. Per aquesta propietat, els MOFs són d'interès per a l'emmagatzemament de gasos com l'hidrogen i diòxid de carboni. També hi ha altres possibles aplicacions dels MOFs com són la purificació de gasos, la separació de gasos, la catàlisi, com a conductors sòlids i com a supercondensadors.
La síntesi i les propietats dels MOFs constitueixen el focus principal de la disciplina anomenada química reticular (del llatí reticulum, "xarxa petita"). Al contrari que els MOFs, els covalent organic framework (COFs) estan fets completament d'elements lleugers (H, B, C, N, i O) amb estructures esteses.